# Atlantis (luchador)
Alfonso Vega López, más conocido como Atlantis (El Colomo, Acatic Jalisco, México; 28 de septiembre de 1962) es un luchador profesional mexicano. Desde el año 1983, trabaja para el Consejo Mundial de Lucha Libre. Su nombre real no es un asunto de dominio público, como suele ser el caso de los luchadores enmascarados en México, donde sus vidas privadas se mantienen en secreto para los fanáticos de la lucha libre.

## Carrera

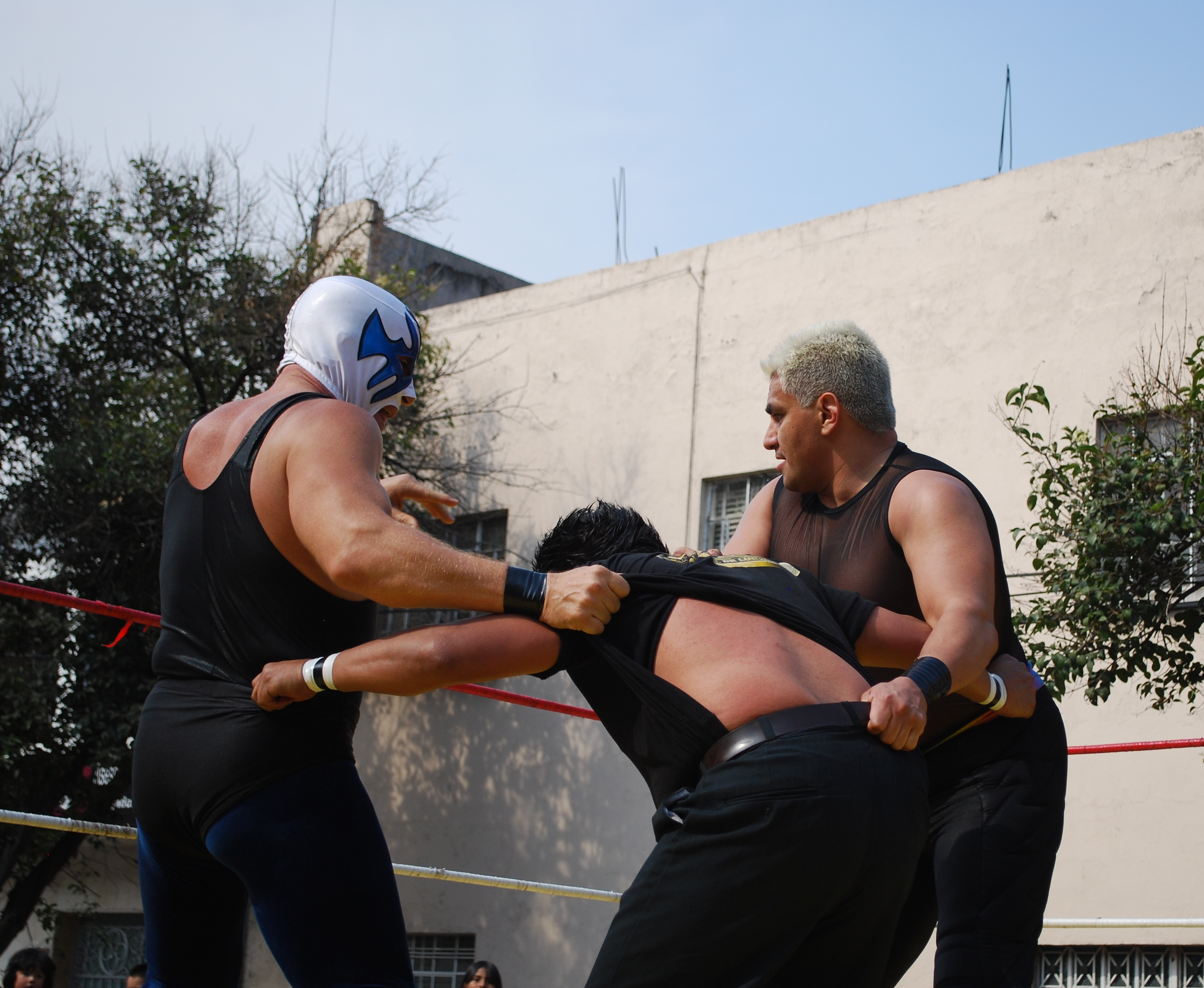
Atlantis y Shocker intenten echar al árbitro durante un evento patrocinado por la Fundación Expresa en la Ciudad de México

De pequeño era admirador del Enmascarado de Plata, el Santo, y de ahí surgió su idea de ser luchador. 
Su debut como Atlantis fue en Pista Arena Revolución en la capital mexicana el 12 de junio de 1983, tras haber tenido como profesor a Cuauhtémoc "El Diablo" Velazco. En 1984, ingresa a la empresa luchística más fuerte del país, la entonces Empresa Mexicana de Lucha Libre. En ella, logra destacar y llegar a ser una de sus principales figuras obteniendo varios campeonatos en diversas categorías, así como cabelleras y máscaras. El 21 de septiembre de 1984 consiguió su primera máscara al derrotar a Arturo Beristain, El Talismán.
Protagonizó una película en 1990 junto a "Octagon" llamada "La Revancha".
Es un estandarte de este deporte y uno de sus principales exponentes. Su máscara es una de las más cotizadas, tanto así que ha protagonizado grandes encuentros de máscara contra máscara. Entre sus víctimas se encuentran EL TALISMÁN (Arturo Beristain) en la Arena México, siendo su primera máscara (este luchador caería años más tarde de nuevo pero como EL HIJO DE EL GLADIADOR) posteriormente vendría la máscara de TIERRA, VIENTO Y FUEGO en compañía de El SATÁNICO; dura lucha donde ATLANTIS tomaría la máscara de Alfonso Lira, posteriormente sería el no menos peligroso HOMBRE BALA (AURELIO ORTIZ) hermano del Pirata Morgan que caería ante Atlantis en la Arena México. Sin embargo sería en 1991 cuando entraría en una peligrosa rivalidad con el mejor artemarcialista de México, líder del famoso trío de los FANTÁSTICOS, KUNG FU (Raymundo Acosta Veloz) quien caería ante Atlantis en la México; de alguna forma se daba fin a una incógnita cotizada. También el 10 de octubre de 1993 gana la màscara de MANO NEGRA (Jesús Reza Rosales), éstas entre las máscaras de más renombre ya que en su haber tiene más triunfos en luchas de apuestas.
El 17 de marzo de 2000, se enfrenta a Villano III, tal vez su más duro encuentro por la experiencia que representaba su rival. Se considera ese encuentro como la mejor lucha de apuestas de los últimos años. Atlantis no era el favorito para ganar esa lucha y contra todo pronóstico, quitó de su tapa a uno de los luchadores con mayor jerarquía en la baraja luchística mexicana. Esta lucha fue el primer Pago por Evento en la lucha libre nacional.
Apenas tres meses después de ésta lucha, en la arena Coliseo de Guadalajara vuelve a un encuentro de máscaras. Esta vez se enfrentó a un luchador local, de nombre Silver Fox. Atlantis supo dominar el combate de principio a fin, por lo que Silver Fox no representó un auténtico peligro. Despojó de la máscara a su rival y reveló el rostro de Luis Demetrio Enríquez, quien anteriormente había perdido la incógnita bajo el nombre de Guerrero del Futuro.
El 15 de agosto de 2001 en la Arena Celaya, consiguió la máscara de El Boricua quién resultó también ser un veterano de la Lucha; el famoso Chacho Herodes.
En 2003, Atlantis apareció en Michinoku Pro Wrestling para ganar la Fukumen World League, un torneo que concentraba a los mejores luchadores enmascarados del mundo, ganando al derrotar a Kendo Kashin. Poco después derrotó a Dick Togo para ganar así el Campeonato Pesado Junior, el cual Atlantis perdió un año más tarde contra The Great Sasuke.
En 2006 realizó una segunda película en video Home Llamad: "Atlantis al rescate" del cineasta Amado Portillo, actúan la actriz Alexa Castillo, el actor Paco Ibáñez En donde se retoma el género cinematográfico de la década de los 60 y 70, cuyos filmes estuvieron protagonizados por luchadores de la talla del "Huracán" Ramírez, "Tinieblas", "El Santo", "Blue Demon" y "Mil Máscaras", principalmente.
Por 22 años conservó su estilo muy técnico de lucha hasta llegar a ser llamado "el ídolo de los niños", pero en el año 2006 comienza una nueva etapa al tomar un estilo más rudo.
En 2007, Atlantis volvió a Michinoku Pro para competir en la Fukumen World League 2007, la liga de los mejores enmascarados de la lucha libre. Atlantis se abrió paso hasta la final derrotando a Super Delfín, El Samurai y Yoshitsune gracias a intervenciones de Último Guerrero & Olímpico, pero perdió finalmente contra Tiger Mask IV en la final.
Es uno de los luchadores con más técnica y más completos, para muchos el mejor luchador a ras de lona, su lucha contra Blue Panther para festejar su 25 aniversario como luchador se consideró un encuentro de verdaderos maestros.
En el año 2008 cumplió 25 años de carrera profesional. El 11 de julio de 2008 en la tradicional función de viernes en La México, se dio en honor de uno de los luchadores más importantes en la historia de la Lucha Libre Mexicana: Atlantis entre varios eventos que se programaron se resalta el Homenaje en la Filmoteca de la UNAM, del el 5 y hasta el 28 de julio de ese año la estación del Metro Centro Médico (Línea 3), de la Ciudad de México, exhibió fotografías y artículos relacionados al gladiador además el 11 de julio de 2008 develó sus huellas en Plaza de las Estrellas (Marina Nacional y Circuito Interior, DF)
Actualmente ATLANTIS continúa en el CMLL, volvió a cambiar de bando regresando a sus orígenes y comenzando una rivalidad con su excompañero Último Guerrero, con quien  tuvo un duelo de máscaras en el cual se reveló la identidad del gladiador lagunero José Gutiérrez. Posteriormente, en otra función de aniversario del Consejo Mundial de Lucha Libre, 
En el Animé B Gata H Kei (2010) en el Capítulo 8 tiene una breve aparición Atlantis, en donde se puede observar un póster del luchador mexicano en el Animé con lo que incursiona en la Animación Japonesa como el primer luchador real que aparece en un Animé
El domingo 10 de junio de 2012, en el 22 Aniversario de la Arena Guatemala, en un duelo emocionante en jaula todos contra todos y los dos últimos que quedaban se jugaban las tapas en el que se enfrentaban el rudísimo y a otro nivel el Último Guerrero vs Voltron(famoso luchador guatemalteco) vs Atlantis vs el Padrino ( rudo famoso luchador guatemalteco) en jaula quedando al final en duelo por las máscaras a Atlantis y El Padrino. El público dividido apoyando al ídolo de los niños y al rudo chapin, Atlantis aplicó la Atlántida (quebradora en todo lo alto) al Padrino llevándose la victoria y así obtiene una máscara más para la famosa colección de Atlantis ahora una tapa ganada en Guatemala la de El Padrino.
Su última máscara ganada es la de la sombra, en el 82 aniversario del CMLL  en el cual con gran técnica y experiencia  y a pesar de ser mucho más grande de edad que la Sombra pudo dominar la velocidad  y rapidez y juventud  del gran luchador Andrade Cien Almas, la sombra .
El estandarte del Consejo Mundial de Lucha Libre recientemente estuvo  de manteles largos, el “Mexicanísimo” Rayo de Jalisco Jr.” y el “Amo de los Ocho Ángulos” Octagón, celebró sus 35 años como gladiador profesional, y enfrentó en  la batalla  a Último Guerrero, Fuerza Guerrera y Máscara Año 2000.

## En lucha

### Movimientos finales
- La Atlántida[2][3] (Spinning Argentine backbreaker rack)
- Sharpshooter[2]

### Movimientos de firma
- Quebrada Magistrale[2] (Second rope springboard moonsault, a veces hacia fuera del ring)
- Quebradora Todo Alto[6] (Tilt-a-whirl backbreaker)[3]
- Gory special[3]
- Standing powerbomb

### Apodos
- "El Ídolo de los Niños"[2]
- "El Príncipe de la Atlántida"[2]
- "Atlantis Maldad"

## Campeonatos y logros

### Comisión de Box y Lucha Libre México D.F.
- Campeonato Nacional Peso Medio (1 vez)
- Campeonato Nacional de Parejas (1 vez) - con Ángel Azteca
- Campeonato Nacional de Tríos (1 vez) - con Octagón y Máscara Sagrada

### Consejo Mundial de Lucha Libre
- Campeonato Mundial de Peso Semicompleto del CMLL (2 veces)
- Campeonato Mundial de Parejas del CMLL (4 veces) - con Rayo de Jalisco Jr. (1), Lizmark (1), Blue Panther (1) y Último Guerrero (1)
- Campeonato Mundial de Tríos del CMLL (4 veces) - con Mr. Niebla y Lizmark (1), Mr. Niebla y Black Warrior (1) y Último Guerrero, Tarzan Boy (1) y Último Guerrero, Negro Casas
- Campeonato Peso Semicompleto de la NWA (1 vez)
- Campeonato Peso Medio de la NWA (3 veces)
- CMLL Universal Championship (2015)
- Gran Prix Internacional del CMLL (2005)
- Torneo Gran Alternativa del CMLL 2005 - con La Máscara
- Torneo Nacional de Parejas Increíbles (2010, 2011) - con Máscara Dorada
- Torneo de Relevos Increíbles del CMLL (2013) - con Volador, Jr.
- La leyenda de plata (2005)
- La leyenda azul (2014)

### Lucha Libre Azteca
- Campeonato Azteca de LLA (1 vez)

### Michinoku Pro Wrestling
- MPW Tohoku Junior Heavyweight Championship (1 vez)
- Fukumen World League (2003)

### Otros
- Campeonato Semicompleto de Asia

### Pro Wrestling Illustrated
- Situado en el n.º 183 en los PWI 500 del 2009

### Wrestling Observer Newsletter awards
- Match of the Year (2000) vs. Villano III en Ciudad de México el 17 de marzo
- Wrestling Observer Newsletter Hall of Fame (Clase de 2013)[7]

1CMLL has not been a member of the National Wrestling Alliance since the 1980s, though the promotion still uses the NWA initials for some championships. However, the NWA no longer recognizes or sanctions any CMLL championship that still uses the NWA initials.

## Luchas de apuestas
Atlantis ganó la máscara de Último Guerrero al vencer 2 de 3 caídas en la Arena México, Atlantis logró vencerlo con la clásica «Atlantida».￼
| Apuesta             | Ganador             | Perdedor                    | Localización                   | Fecha                    | Notas                              |
| ------------------- | ------------------- | --------------------------- | ------------------------------ | ------------------------ | ---------------------------------- |
| Máscara             | Atlantis            | Talismán                    | México DF                      | 21 de septiembre de 1984 |                                    |
| Máscara             | Atlantis            | Hombre bala                 | México DF                      | 5 de diciembre de 1986   |                                    |
| Máscara y Cabellera | Atlantis y Satánico | MS1 y Tierra viento y fuego | México DF                      | 22 de agosto de 1989     |                                    |
| Máscara             | Atlantis            | Kung Fu                     | México DF                      | 26 de octubre de 1990    |                                    |
| Máscara             | Atlantis            | Mano negra                  | México DF                      | 1 de octubre de 1993     |                                    |
| Máscara             | Atlantis y Lizmark  | Los animales I y II         | México DF                      | 25 de noviembre de 1990  |                                    |
| Máscara             | Atlantis            | Rey pirata                  | León, Guanajuato               | 22 de marzo de 1999      | Rey pirata antes Hombre bala       |
| Máscara             | Atlantis            | Gran Markus Jr.             | Puebla, Puebla                 | 19 de julio de 1999      |                                    |
| Máscara             | Atlantis            | Villano III                 | México DF                      | 17 de marzo de 2000      |                                    |
| Máscara             | Atlantis            | Silver Fox                  | Guadalajara, Jalisco           | 18 de junio de 2000      |                                    |
| Máscara             | Atlantis            | Boricua                     | Nuevo Laredo, Tamaulipas       | 13 de agosto de 2001     | Boricua antes Chacho Herodes       |
| Máscara             | Atlantis            | El Padrino                  | Ciudad de Guatemala, Guatemala | 12 de junio de 2012      | Aniversario Arena Guatemala México |
| Máscara             | Atlantis            | Último Guerrero             | México D.F.                    | septiembre de 2014       | Aniversario Arena México           |
| Máscara             | Atlantis            | La Sombra                   | México D.F.                    | abril de 2015            | Aniversario Arena México           |